# Scopula punctaria
Scopula punctaria är en fjärilsart som beskrevs av Philogène Auguste Joseph Duponchel 1830. Scopula punctaria ingår i släktet Scopula och familjen mätare. Inga underarter finns listade.